# 5951 Alicemonet
5951 Alicemonet este un asteroid din centura principală de asteroizi.

## Descriere
5951 Alicemonet este un asteroid din centura principală de asteroizi. A fost descoperit pe 7 octombrie 1986 la Stația Anderson Mesa de Edward L. G. Bowell. El prezintă o orbită caracterizată de o semiaxă mare de 2,20 ua, o excentricitate de 0,22 și o înclinație de 5,4° în raport cu ecliptica.